# Палат, Мадхаван Кежкепат
Мадхаван Палат (англ. Madhavan Palat; род. 9 февраля 1947) — индийский историк, исследователь нового времени, политический эксперт, один из ведущих иностранных специалистов в вопросах европейской и российской истории. Его почти 40-летняя деятельность способствовала пониманию истории, культуры, литературы и общественной жизни России.

## Биография
Мадхаван Кежкепат Палат родился в знатной семье штата Керала в южной Индии. Его отец Мангат Гопал Менон был гражданским служащим. Защитив степень бакалавра истории (с отличием) в Делийском университете в 1966 году, Мадхаван К. Палат читал лекции по истории в Колледже Христа в Кембридже, где получил степень бакалавра в 1968 году. Обучаясь в колледже Св. Антония в Оксфорде, он продолжил изучать современную историю России. В 1974 году Палат получил степень доктора философии.
В 1974 году Мадхаван Палат присоединился к профессорско-преподавательскому составу Университета Джавахарлала Неру в Дели (Индия). В 1989 году его назначили профессором русской и европейской истории в «Центре исторических исследований». Эту должность он занимал вплоть до своей отставки по собственному желанию в 2004 году. Также он работал деканом факультета социальных наук в Университете Джавахарлала Неру (2003—2004).
Выбранная специализация на русской и европейской истории является редкой в Индии, где историки отдают предпочтение индийской истории. В 1974—2004 годах он изучал и преподавал свои дисциплины в «Центре исторических исследований» в стенах Университета Джавахарлала Неру.
Мадхаван Палат был приглашённым профессором по истории имперской России в университете Чикаго в 2006 году. Под его редакцией с 2011 года вышло около 20 томов произведений Джавахарлала Неру. Также Палат является одним из ведущий научных сотрудников Института исследований мира и конфликтов в Нью-Дели, Индия.
Мадхаван Палат является попечителем Мемориального музея и библиотеки Неру, членом Национального комитета торжества 125 лет со дня рождения Джавахарлала Неру. В 1991 году Мадхаван Палат возглавил отдел «страны помимо Индии» на Индийском конгрессе истории и выступил там с лекцией «Виды Союза: Российская империя и СССР».
В 2001—2003 годах он среди видных деятелей Индии и России участвовал в обсуждении российско-индийских отношений, входил в Комитет российско-индийских отношений при Министерстве иностранных дел Индии (2002). Мадхаван избирался почётным членом Национального университета обороны в Нью-Дели (2002), Института Азиатских исследований Маулана Абул Калам Азада в Калькутте (2008). С 1998 года Мадхаван Палат занимал пост советника Ассоциации трудовых историков Индии в Нью-Дели. В 1987—2006 годах он был корреспондентом, Revue Européenne des Migrations internationales (Париж). Имеет членство в Ассоциации философских факультетов РГГУ в Москве (с 2001 года), в центре Восточно-европейских и российско-евразийских исследований (CEERES) Чикагского университета.
В 2009 году в честь празднования 135-летия Н. К. Рериха в Индии профессор Мадхаван Палат в своём докладе «Николай Рерих и современное стремление к архаичности» проанализировал многогранные творческие аспекты деятельности и интересов Н. К. Рериха в контексте исторических событий, происходивших в конце XIX — начале XX века в России и дал оценку взаимосвязей идей Рерихов с художественными, научными и духовными исканиями, свойственными ярким личностям того времени.
В последние годы он выступал с лекциями о важных исторических личностях, идеях и тенденциях. Его лекция о Хобсбауме «Интересные идеи Эрика Хобсбаума» представлена в Мемориальном музее Неру с 2012 года, доклад о Ф. М. Достоевском «Великий инквизитор и юродивый» прочитан в день основания «Индийского совета исторических исследований» в 2014 году, «Геополитика или доминион мире» озвучена в музее Неру в марте 2015 года. Все лекции опубликованы отдельными экземплярами.

## Книги и сборники
| Оригинальное название | На русском | Издано                                                                         | Год          |
| --- | --- | ------------------------------------------------------------------------------ | ------------ |
| Social Identities in Revolutionary Russia | Социальная идентичность в революционной России (ред.)                                                                                  | Macmillan, Palgrave, UK, and St Martin’s Press, New York                       | 2001         |
| History of Civilizations of Central Asia, ed., vol. 6, Towards the Contemporary Period: From The Mid-Nineteenth Century To The End Of The Twentieth Century                                                                                       | История цивилизаций Центральной Азии (ред.), Т. 6, с середины XIX до конца XX века                                                     | UNESCO, Paris                                                                  | 2005         |
| Russia: The Time of Troubles | Россия: время трудностей | Economic and Political Weekly № 51, Т. 28.                                     | декабрь 1993 |
| переводы: Сербиненко В. В. Русская идея и перспективы демократии (с. 2793—2798); Шебаршин Л. В. Рассуждения о КГБ в России (с. 2829—2832); Дробижева Л. М. Российская и этническая идентичность: противостояние или совместимость (с. 2833—2836). | | Economic and Political Weekly № 51, Т. 28.                                     | декабрь 1993 |
| The Russian Enigma (также переизд. Rethinking Russia) | Русская загадка (также переизд. Переосмысление России)                                                                                 | India International Centre Quarterly, Summer — Monsoon (UBS Publishers, Delhi) | 1994         |
| Modern Europe (Mid Eighteenth to Mid Twentieth Century), (B. A. Course Text Books for the Indira Gandhi National Open University) | Современная Европа: середина XVIII — середина XX века (учебник для бакалавров Национального открытого университета имени Индиры Ганди) | Indira Gandhi National Open University, New Delhi                              | 1998-1999    |
| The Modern World (M. A. Course Text Books for the Indira Gandhi National Open University) | Современный мир (учебник для магистров Национального открытого университета имени Индиры Ганди)                                        | Indira Gandhi National Open University, New Delhi                              | 2004-2005    |
| Selected Works of Jawaharlal Nehru (Second Series), ed. vol.44-61 | Избранные труды Джавахарлал Неру, тома с 44 по 61.                                                                                     | Oxford University Press, India                                                 |              |

## Статьи
| Название | На русском | Издано | Год        | Страницы  |
| --- | --- | --- | ---------- | --------- |
| Police Socialism in Tsarist Russia 1900—1905                                                                                      | Полицейский социализм в царской России 1900—1905 годов                                                                            | Studies in History, Т. 2, № 1 | июнь 1986  | 71-136    |
| The Russian Conquest of Inner Asia                                                                                                | Российское завоевание Внутренней Азии                                                                                             | Societat Catalana d’Economia (Filial de l’Institut d’Estudios Catalans), Annuari, Т. 7, Barcelona | 1989       | 120-127   |
| Eurasianism as an Ideology for Russia’s Future                                                                                    | Евразийство как идеология будущего России                                                                                         | Economic and Political Weekly, Т. 28, № 51 | 18.12.1993 | 2799-2809 |
| Politisch-geistige Strömungen im post-sowjetischen Zentralasien                                                                   | Политическо-духовные течения в постсоветской Центральной Азии                                                                     | Osteuropa, № 11 | 1994       | 1005-1022 |
| Евразийство — идеология будущего в России                                                                                         | Евразийство — идеология будущего в России                                                                                         | Культурное наследие российской эмиграции по ред. Е. П. Челышева и Д. М. Шаховского, М.: Наследие; книга 1 | 1994       | 80-87     |
| The Modernity and Russianness of Alexander Pushkin                                                                                | Современность и русскость Александра Пушкина                                                                                      | The Book Review, Т. 23, № 7 | июль 1999  | 3-6       |
| Minorities in the Soviet Union | Меньшинства в Советском Союзе | под ред. D. L. Sheth & Gurpreet Mahajan. Minority Identities and the Nation-State, Oxford University Press, New Delhi                                                                                             | 1999       | 273-288   |
| Regulating Grievances through the Petition                                                                                        | Регулирование жалоб путём прошения                                                                                                | под ред. М. К. Палата. Social Identities in Revolutionary Russia, Palgrave, UK, St Martin’s Press, New York | 2001       | 86-112    |
| Тезис о России как «нормальном обществе» (Размышления по поводу книги Б. Н. Миронова «Социальная история России периода империи») | Тезис о России как «нормальном обществе» (Размышления по поводу книги Б. Н. Миронова «Социальная история России периода империи») | Россия и современный мир 4 (33) | 2001       | 144-159   |
| Рабочий | Рабочий | Jahrbücher für Geschichte Osteuropas, (Neue Folge), Т. 50, № 3 | 2002       | 345-374   |
| The British in Central Asia | Британцы в Центральной Азии | History of Civilizations of Central Asia, vol. 6, Towards the Contemporary Period: From The Mid-Nineteenth Century To The End Of The Twentieth Century. под ред. М. К. Палата и Анары Табишалиевой. UNESCO, Paris | 2002       | 103-123   |
| The Evolution of Nation States | Развитие национальных государств                                                                                                  | History of Civilizations of Central Asia, vol. 6, Towards the Contemporary Period: From The Mid-Nineteenth Century To The End Of The Twentieth Century. под ред. М. К. Палата и Анары Табишалиевой. UNESCO, Paris | 2005       | 213-224   |
| Casting Workers as an Estate in Late Imperial Russia                                                                              | Крепостные как имущество в поздней имперской России                                                                               | Kritika: Explorations in Russian and Eurasian History, Т. 8, № 2 | весна 2007 | 309-350   |
| An Identity for Siberia | Идентичность Сибири | Asiatic Russia: Partnerships and Communities in Eurasia, Maulana Abul Kalam Institute of Asian Studies, Kolkata, Shipra Publications                                                                              | 2009       | 1-14      |
| Solzhenitsyn: Historian of Decline and Prophet of Resurrection                                                                    | Историк отвержения и пророк воскрешения                                                                                           | Путь Солженицына в контексте большого времени: сборник памяти: 1918—2008, М.: Русский путь | 2009       |           |
| The Interesting Ideas of Eric Hobsbawm                                                                                            | Интересные идеи Эрика Хобсбаума                                                                                                   | History and Society, New Series, 16 | 2012       | 97        |
| The Grand Inquisitor and the Holy Fool                                                                                            | Великий инквизитор и юродивый | о Ф. М. Достоевском, прочитан в день основания «Индийского совета исторических исследований» | 2014       | 35        |
| History and Memory | История и память | Delhi | 2014       |           |
| Geopolitics or the Dominion of the World                                                                                          | Геополитика или доминион в мире                                                                                                   | озвучена в музее Неру | 2015       | 26        |